# 後藤隆一郎
後藤 隆一郎（ごとう りゅういちろう）は、日本のテレビディレクター、演出家。イマジネーション (制作会社)代表取締役。大分県出身。

## 経歴
明治大学商学部卒業。
IVSテレビ制作のアシスタントディレクターとして「天才・たけしの元気が出るテレビ!!」（日本テレビ）の制作に参加し、続いて「ザ!鉄腕!DASH!!」（日本テレビ）を立ち上げメンバーとなる。

その後、フリーの（ディレクター）として番組制作に携わる。

## 過去の担当番組
- 「ザ!世界仰天ニュース」日本テレビ立ち上げ時、ディレクター
- モーニング娘。「モー。たいへんでした」（日本テレビ）ディレクター
- 「とんねるずのスポーツ王は俺だ!」（テレビ朝日）立ち上げ時、ディレクター
- TOKIO「（株）城島産業」（TBSテレビ）ディレクター
- 「特捜TV!ガブリンチョ」（テレビ朝日）ディレクター
- 「爆笑問題のオーマイガー1・2」総合演出（ABCテレビ）
- 「爆笑問題のまかない美食倶楽部」（ABCテレビ）総合演出
- 「爆笑問題のラーメン甲子園」（ABCテレビ）総合演出
- 「クイズコンベンション」（フジテレビ）総合演出
- 「トリビアの泉」（フジテレビ）チーフディレクター
- 「次長課長・峰岸徹日本ダンディズム学会」（テレビ東京）総合演出
- 「世界クイズビジネス」（フジテレビ）総合演出
- 「松平健・くりぃむしちゅー「新説!歴史将軍」（フジテレビ）総合演出
- 「マツケン＆くりぃむの珍説!奇天烈学会」（フジテレビ）総合演出
- 「不思議の国のアリス」（フジテレビ）総合演出
- 「FNS25時間テレビ」（フジテレビ）FNS27局縦軸チーフディレクター
- 「緊急!ビートたけしの独裁国家で何が悪い!」（日本テレビ）スタジオディレクター

2008年4月、株式会社イマジネーションを設立。
- 「未来教授サワムラ」（フジテレビ）ブレーン
- 「未来教授サワムラZ」（フジテレビ）総合演出
- 「バニラ気分」（フジテレビ）ブレーン
- 池上彰の「学べるニュースショー」（テレビ朝日）チーフディレクター
- 「恋がしたくなるTV」（フジテレビ）総合演出（2009）
- 「デタラメ」（フジテレビ）総合演出（2009）
- 「ラブログ」（フジテレビ）ブレーン（2009年）
- 「恋愛ミルフィーユ」（日本テレビ）総合演出（2010）
- 「池上彰の選挙特番」（テレビ東京）ブレーン・プロデューサー（2010）
- 「忙しすぎる人の為の40字」（フジテレビ）総合演出（2011年5月）
- 中央大学講演（2011）・中央大学
- 中央大学法学部授業のTunesU映像
- コカコーラ新ブランド発表会の「太陽のマテ茶」制作に参加。
- 「スゴイダイズヨーグルトタイプ（大塚チルド食品）」CM監督（2012）
- 「アースタクシー」（フジテレビ）総合演出（2012）
- 「2012 Google政治家と話そう」（Google）総合演出（2012）
- 「Jukugo Awase」（フジテレビ）総合演出（2012
- 「DUNLOPのスタッドレスタイヤ WINTER MAXX」CM監督（2013）
- 「DUNLOPのスタッドレスタイヤ WINTER MAXX」中華圏 CM監督（2013）
- 「人に出したくなるクイズ　にやり」（フジテレビ）総合演出（2013）
- 「Z会超難問コロシアムZ1」Z会　イベント演出（2013）
- 「Z会超難問コロシアムZ1」Z会（ニコニコ動画公式生放送）企画・総合演出（2014）
- 「ビッグデータSHOW」（日本テレビ報道局）　総合演出（2014）
- 「news every」「NEWS ZERO」（日本テレビ報道局）（2015）ビッグデータ・IT関連特集調査

## 最新作品

### テレビ番組
- アースタクシー～熱烈0円マナビ旅IN台湾～＜ゴールデンブレイク＞（フジテレビ）【総合演出】
- Jukugo Awase（フジテレビ）【総合演出】

### CM
- スタッドレスタイヤ「WINTER MAXX」（DUNLOP）【監督】

### インターネット
- Google 選ぼう 2012 政治家と話そう【総合演出】
- 世界一周花嫁探しの旅（日刊SPA）